# Luščenje posteljice
Luščenje posteljice ali abrupcija placente je spontana ločitev pravilno ležeče posteljice pred rojstvom plodu. Gre za redek, a nevaren zaplet nosečnosti. Posteljica se lahko odlušči od notranje stene maternice popolnoma ali le delno. Ogrozi lahko preskrbo ploda s kisikom in hranili.

## Vzroki in tveganje
Vzrok odluščenja posteljice večinoma ni znan, povezan pa je z naslednjimi dejavniki tveganja: povišan krvni tlak, polihidramnij, večplodna nosečnost, mnogorodnost, starejša nosečnica, pomanjkanje folne kisline, kajenje.

## Pogostnost
Pojavnost je nizka (0,8 % vseh porodov). Tveganje je povečano, če je prišlo do odluščenja posteljice že pri predhodni nosečnosti, in znaša 8–16 %.

## Simptomi
Pri odluščenju maternice lahko pride do močne nožnične krvavitve, lahko pa je le-ta neznatna ali je sploh ni. Istočasno z odluščenjem posteljice nastopijo bolečine v predelu maternice. Stena maternice je napeta, v težjih primerih zelo otrdela. V hudih primerih se lahko pojavita hemoragični in bolečinski šok. Pridruži se lahko še diseminirana intravaskulama koagulacija in zaradi afibrinodenemije grozijo nevarne krvavitve. Pride lahko tudi do nekroze ledvic in posledične anurije.

## Zdravljenje
Potreben je takojšen prevoz v bolnišnico. Čim prej je treba prekiniti nosečnost, bodisi s carskim rezom, bodisi vaginalno, če je to v kratkem času mogoče. Če se ne ukrepa, lahko odluščenje posteljice ogrozi otroka in mater.

## Prognoza
Prognoza obolenja je ugodnejša, če je diagnoza pravočasna. Perinatalna umrljivost je med 4 % in 65 %, v polovici primerov gre za mrtvorojenost. Preživetje novorojenčka je tesno povezano z nosečnostno starostjo 
in variira od 25 % do 89 %. Pojavnost zastoja plodove rasti je povišana, povišana je tudi pojavnost prirojenih napak ploda.